# Ferocactus
Ferocactus (generalmente conocido como biznagas, al igual que varias otras especies de cactus) es un género de Cactaceae. Comprende 79 especies descritas y de estas, solo 29 aceptadas.

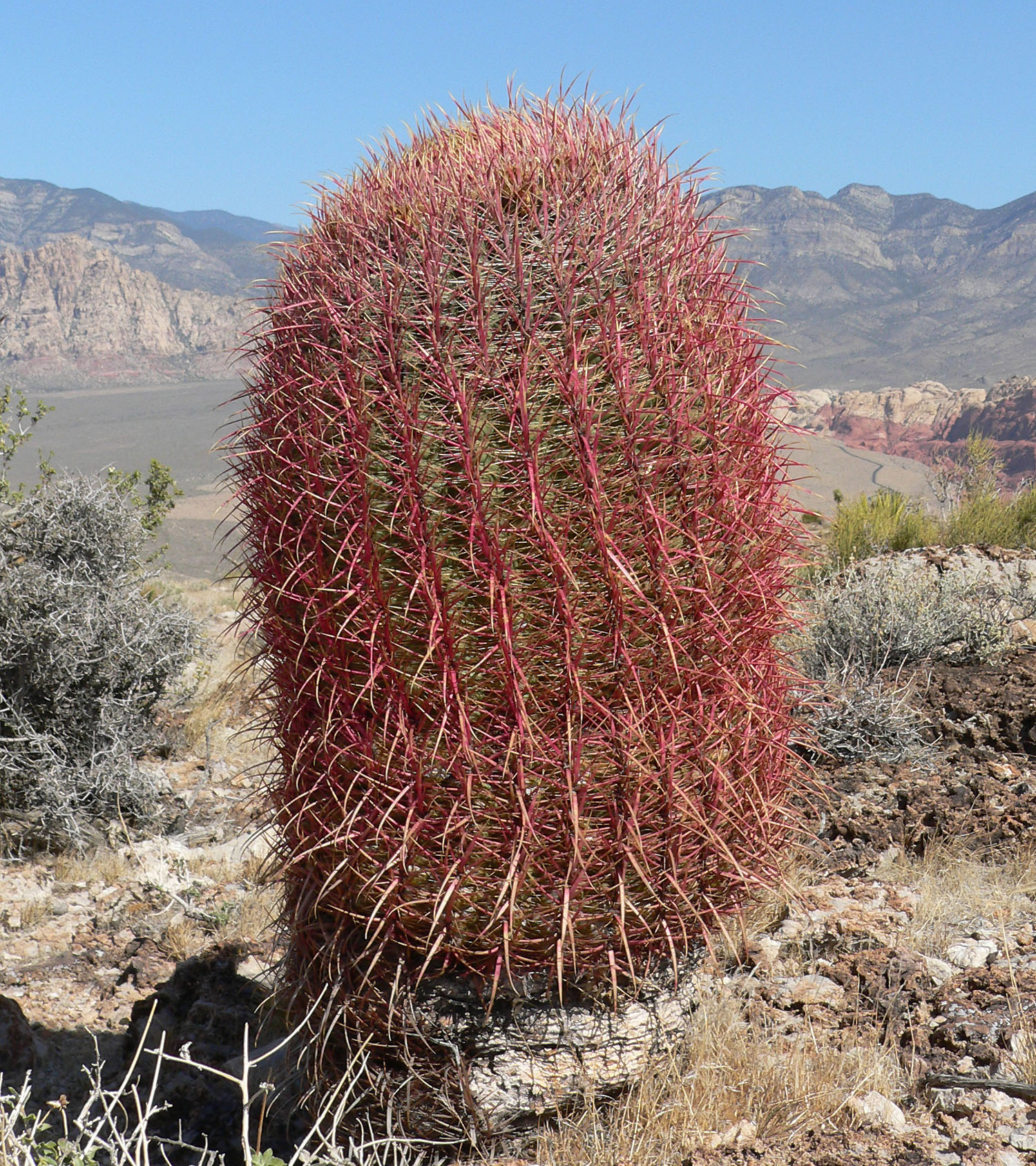
Ferocactus cylindraceus, Red Rock Canyon National Conservation Area, Nevada, USA

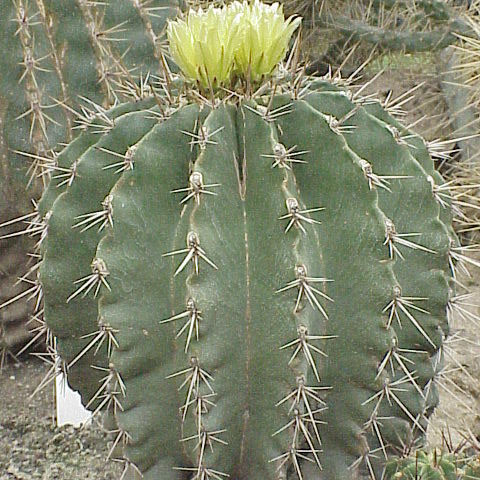
Ferocactus echidne

## Descripción
El cuerpo, en estos cactus, es globular en su juventud para ir creciendo en altura con la edad hasta alcanzar forma de barril. Miden entre 2 cm hasta 4 metros de alto, según la especie. Poseen pronunciadas costillas longitudinales, simples protuberancias poco marcadas cuando son jóvenes, con fuertes espinas generalmente curvadas. El color varía entre las especies, del verde grisáceo al verde azulado.
Las flores son acampanadas, amarillas, anaranjadas o rojizas e incluso violetas, como en Ferocactus stainesi.
El hábitat de este género es los desiertos de California y Baja California, algunas zonas de Arizona, el sur de Nevada y México.

## Taxonomía
El género fue descrito por Britton & Rose y publicado en The Cactaceae; descriptions and illustrations of plants of the cactus family 3: 129. 1922. La especie tipo es: Ferocactus acanthodes.
Etimología
Ferocactus: nombre genérico que deriva del adjetivo latíno "ferus" = "salvaje" , "indómito" y "cactus", para referirse a las fuertes espinas de algunas especies.

## Especies
- Ferocactus acanthodes
- Ferocactus alamosanus
- Ferocactus californicus
- Ferocactus chrysacanthus
- Ferocactus cylindraceus
- Ferocactus diguetii
- Ferocactus echidne
- Ferocactus emoryi
- Ferocactus flavovirens
- Ferocactus fordii
- Ferocactus glaucescens
- Ferocactus gracilis
- Ferocactus hamatacanthus
- Ferocactus haematacanthus
- Ferocactus herrerae
- Ferocactus histrix
- Ferocactus johnstonianus
- Ferocactus latispinus
- Ferocactus lindsayi
- Ferocactus macrodiscus
- Ferocactus peninsulae
- Ferocactus pilosus
- Ferocactus pottsii
- Ferocactus rectispinus
- Ferocactus recurvus
- Ferocactus reppenhagenii
- Ferocactus robustus
- Ferocactus santa-maria
- Ferocactus schwarzii
- Ferocactus stainesii
- Ferocactus townsendianus
- Ferocactus viridescens
- Ferocactus wislizenii